# Pegalajar
Pegalajar is een gemeente in de Spaanse provincie Jaén in de regio Andalusië met een oppervlakte van 80 km². In 2001 telde Pegalajar 3118 inwoners.